# Pleocomidae
Pleocomidae es una familia de insectos del orden Coleoptera (escarabajos) propios del oeste de América del Norte. Pasan la mayor parte de su vida bajo la superficie, emergiendo cuando llueve o nieva, por lo que se les suele llamar escarabajo de la lluvia.

## Clasificación
Anteriormente estuvieron clasificados en Geotrupidae, pero en la actualidad han sido asignados a su propia familia Pleocomidae, considerada un grupo hermano de todas las otras familias de Scarabaeoidea. La familia aloja un solo género vivo, Pleocoma, y dos géneros extintos, Cretocoma, descripto en 2002 a partir de depósitos de fines del Cretácico hallados en Mongolia, y Proteroscarabeus de fines del Cretácico de China.

## Biología
Su cuerpo es robusto y de forma ovalada similar al de otros escarabajos, su zona ventral se encuentra densamente recubierta de largos y finos pelillos (el nombre del género proviene del griego πλείων (ple-, abundante) y κόμη (kome, pelo), que se extiende a sus patas y los márgenes del tórax y élitros. No posee pelo en su dorso y el mismo es brillante. Son de colores que van del negro al rojizo-amarronado, mientras que sus pelos adoptan tonos del amarillo al rojo y negro. Sus antenas poseen 11 segmentos, con un extremo abultado con cuatro a ocho lamellae, más que en ningún otro grupo de Scarabaeoidea. Sus mandíbulas no son funcionales, y la abertura al esófago se encuentra cerrada; los adultos no se alimentan.
Las larvas tienen las características típicas de los escarabajos, los cuerpos en forma de C generalmente son de color blanco cremoso. Se alimentan de raíces en el suelo, a menudo en las profundidades de la planta huésped. Los detalles de la etapa larval solo se conocen para algunas especies; tienen nueve o más estadios y pueden tardar hasta 13 años en madurar. Después de una pupación de fines de verano, los adultos de ambos sexos excavan su camino hacia la superficie, emergiendo alrededor del inicio de la temporada de lluvias de otoño / invierno, típica del clima de California. Algunas especies están activas hasta la primavera. Las hembras solo tienen alas vestigiales, por lo que los machos vuelan (a menudo mientras llueve), siendo atraídos por las feromonas liberadas por las hembras. Se aparean en la superficie o en una madriguera excavada por la hembra, luego la hembra pone huevos en el fondo de la madriguera. Las condiciones "desencadenantes" requeridas para que algunas especies vuelen son tan estrictas que una población determinada solo puede estar activa durante un día en un año determinado. Los machos se sienten atraídos por las luces brillantes.
Los miembros de Pleocoma son conocidos a partir de ejemplares que habitan en el extremo sur de Washington, las montañas de Oregón y California, y el extremo norte de Baja California.